# مقاطعة لينكون (واشنطن)
مقاطعة لينكون (بالإنجليزية: Lincoln County)‏ هي إحدى مقاطعات ولاية واشنطن في الولايات المتحدة الأمريكية.